# 1037
Évszázadok: 10. század – 11. század – 12. század
Évtizedek: 980-as évek – 990-es évek – 1000-es évek – 1010-es évek – 1020-as évek – 1030-as évek – 1040-es évek – 1050-es évek – 1060-as évek – 1070-es évek – 1080-as évek
Évek: 1032 – 1033 – 1034 – 1035 –  1036 – 1037 – 1038 – 1039 – 1040 – 1041 – 1042

## Események
- I. Ferdinánd kasztíliai király León királya lesz, ezzel egyesül a Leóni Királyság és a Kasztíliai Királyság.
- I. Harold Anglia királya lesz.
- Megkezdődik a kijevi Szent Szófia-székesegyház építése. (Az évszám vitatott)
- A Szent Mauríciusz Monostor alapítása.
- Franciaország: a király I. Henrik (ur. 1031-60)
- I. (Bölcs) Jaroszláv a kijevi nagyfejedelem (ur. 1019-54)

## Halálozások
- június – Abu-Ali Al Huszain ibn-Abdalláh ibn-Szina, Európában Avicenna néven ismert perzsa orvos és természettudós
- az év folyamán – III. Boleszláv cseh fejedelem (* 965 k.).